# 真土站
真土站（日语：／ Matsuchi eki */?）是位於日本愛媛縣北宇和郡松野町，隸屬於四國旅客鐵道（JR四國）的鐵路車站。車站編號為G36。本站是愛媛縣最南邊的車站，並坐落在該線與高知縣的縣界旁邊。本站位於山谷地區，附近大多數為農地，民居稀疏，因此使用率極低。同時本站也是JR四國所有的車站中月台長度最短的車站，其有效長度僅25公尺。

## 車站結構

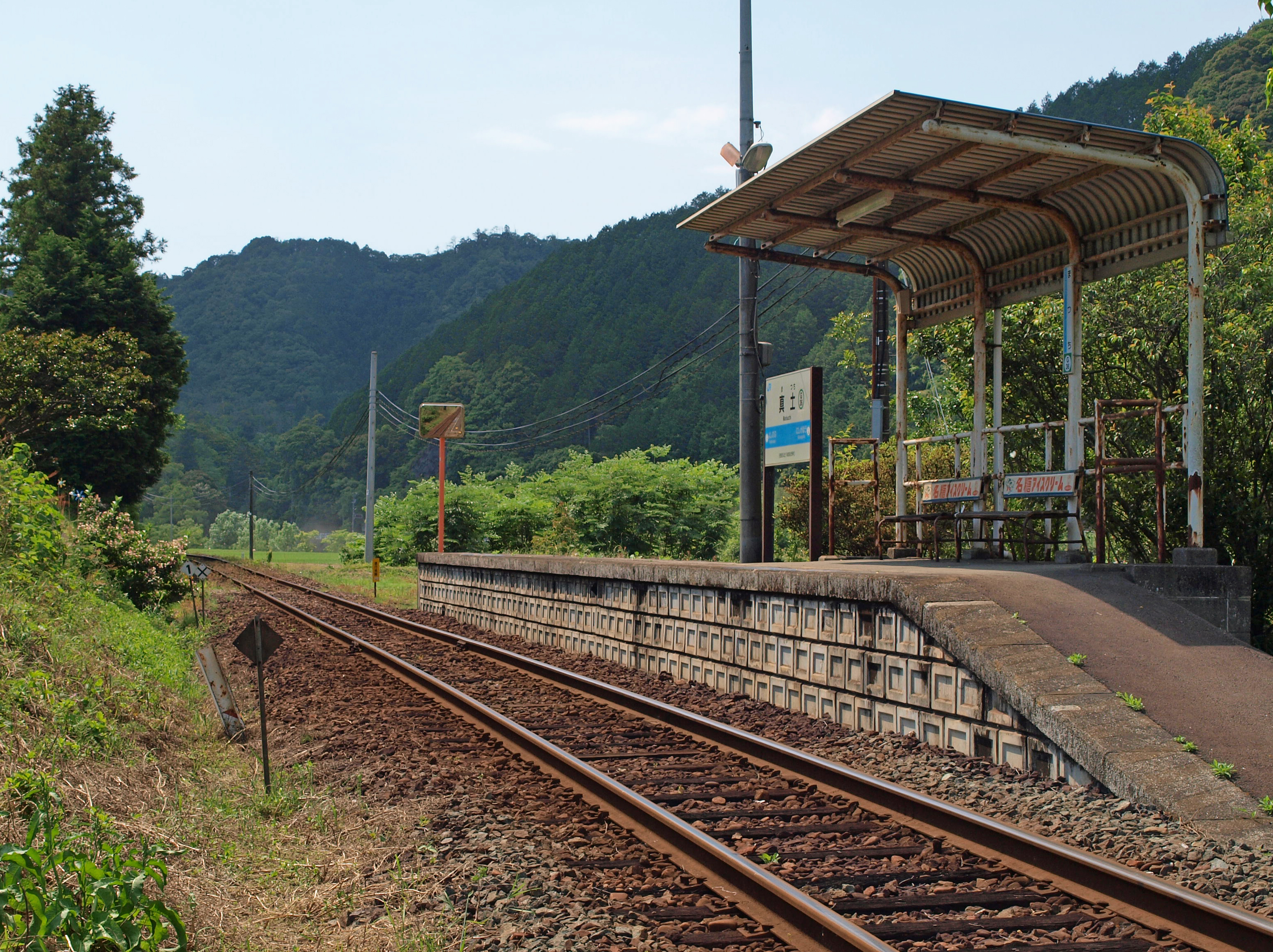
從路軌旁近攝車站月台，面向吉野生方向。留意路軌旁邊所豎立供駕駛員觀看的指示牌，1卡停車位與最前停車位是同置在一起。

由於本站的月台極短小，所以規格比一般簡易月台更精簡。月台上只設立了附上蓋的候車亭，而非如出目站、二名站那種三面密封式的候車室。離開月台的後面則設有一個以磚塊及鐵皮所蓋成的小候車室、簡易洗手間及單車停泊處。出入口位於月台末端向江川崎站方向。列車到站時，往宇和島方向時右邊車門會打開；往江川崎方向，左邊車門則會打開。
由於附近沒有任何委託店舖，乘客只能在上車時提取車票。

### 月台配置
| 路線    | 方向     | 目的地           |
| ------- | -------- | ---------------- |
| ■予土線 | （上行） | 江川崎、窪川方向 |
| ■予土線 | （下行） | 近永、宇和島方向 |

## 歷史
- 1960年10月1日：開業。
- 1987年4月1日: 日本國鐵分割民營化，車站的營運由JR四國繼承。

## 使用狀況
根據國土交通省「國土數值情報」，以下為1日平均上下車人次：
| 年度 | 1日平均 乘車人次 | 1日平均 乘車人次 |
| ---- | ---------------- | ---------------- |
| 2011 | 14               |                  |
| 2012 | 18               |                  |
| 2013 | 22               |                  |
| 2014 | 18               |                  |
| 2015 | 18               |                  |
| 2016 | 8                |                  |
| 2017 | 8                |                  |
| 2018 | 6                |                  |
| 2019 | 6                |                  |
| 2020 | 2                |                  |
| 2021 | 6                |                  |
| 2022 | 10               |                  |

## 相鄰車站
四國旅客鐵道（JR四國）
■予土線
西方（G35）－真土（G36）－吉野生（G37）

## 外部連結
- JR四國真土站